# Parafia Matki Bożej Częstochowskiej w Bukowinie Sycowskiej
Parafia Matki Bożej Częstochowskiej w Bukowinie Sycowskiej – parafia rzymskokatolicka, znajdująca się w diecezji kaliskiej, w dekanacie Twardogóra.